# Fragmento muratoriano

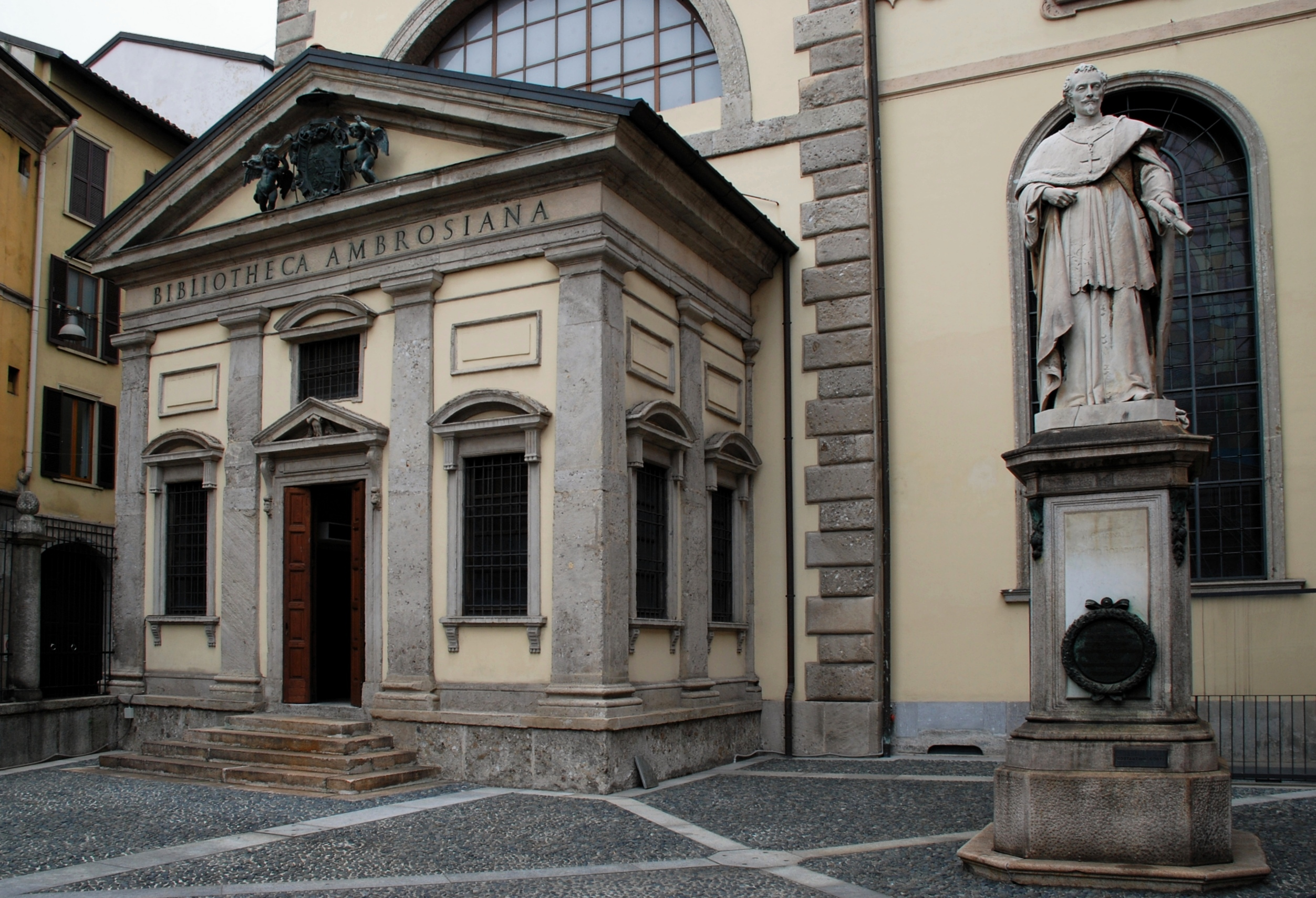
Imagen de la Biblioteca Ambrosiana de Milán.

El fragmento muratoriano, o fragmento de Muratori, también llamado canon muratoriano, es la lista más antigua conocida de libros considerados canónicos del Nuevo Testamento. En la lista figuran los nombres de los libros que el autor consideraba admisibles, con algunos comentarios. Está escrito en latín, aunque muchos historiadores suponen que se trata de la traducción al latín de un texto escrito originalmente en griego en la segunda mitad del siglo II. Fue descubierto por Ludovico Antonio Muratori (1672-1750) en la Biblioteca Ambrosiana de Milán, y publicado por él mismo en 1740. 
Aunque se conserva en un códice (Cod Ambr. I.101 supp.) del  siglo VIII, la lista se ha fechado en torno al año 170, ya que se refiere como reciente al papado de Pío I, muerto en 157:

"Pero el Pastor fue escrito por Hermas en la ciudad de Roma bastante recientemente, en nuestros propios días, cuando su hermano Pío ocupaba la silla del obispo en la iglesia de la ciudad de Roma".

Los libros canónicos mencionados en esta lista son aproximadamente los mismos que se tienen hoy por canónicos neotestamentarios, con algunas variaciones. El Fragmento acepta cuatro evangelios, dos de ellos son Lucas y Juan —falta el principio del manuscrito, donde estarían los nombres de los dos primeros—, los Hechos de los Apóstoles, y trece epístolas de Pablo, pero no se menciona la Epístola a los Hebreos. Considera falsificaciones las epístolas supuestamente escritas por Pablo a los laodiceanos y a los alejandrinos. Sólo se mencionan dos epístolas de Juan, sin describirlas. Figuran también en el fragmento como canónicos los apocalipsis de Juan y Pedro, aunque este último con ciertas reservas: "el cual algunos de los nuestros si permiten que sea leído en la iglesia".